# Philip Hindes
Philip Hindes (Krefeld, 22 september 1992) is een Britse baanwielrenner, gespecialiseerd in de individuele en teamsprint. Hides heeft zowel de Duitse als de Britse nationaliteit, en komt vanaf 2011 uit voor het Verenigd Koninkrijk. In 2012 won Hides de teamsprint tijdens de Olympische Zomerspelen van 2012 in Londen, samen met Chris Hoy en Jason Kenny in een nieuw wereldrecord.

## Belangrijkste resultaten
2010
- Wereldkampioenschap teamsprint junioren (samen met Stefan Bötticher en Robert Kanter)
- Europees kampioenschap sprint junioren

2011
- Europees kampioenschap teamsprint beloften

2012
- Olympische Spelen teamsprint (met Chris Hoy en Jason Kenny)

2000: Gané, Tournant, Rousseau ·
2004: Wolff, Nimke, Fiedler ·
2008: Staff, Kenny, Hoy ·
2012: Kenny, Hoy, Hindes ·
2016: Hindes, Kenny, Skinner ·
2020: Van den Berg, Büchli, Lavreysen, Hoogland
2024: Van den Berg, Lavreysen, Hoogland